# Jarosław Staruch

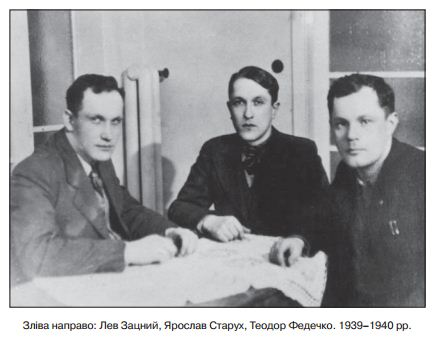
Od lewej: Łew Zacny, Jarosław Staruch, Teodor Fedenko

Jarosław Mychajło Tymotejowycz Staruch, ukr. Ярослав-Михайло Тимотейович Старух, ps. „Synij”, „Stiah”, „Jarlan”, „Stojar” – ukr. Синій, Стяг, Ярлан, Стояр (ur. 17 listopada 1910 w Słobodzie Złotej, zm. 20 września 1947 pod Lubaczowem) – ukraiński działacz nacjonalistyczny.

## Życiorys
Syn Tymoteja Starucha – posła Sejmu Krajowego Galicji. Absolwent gimnazjum w Brzeżanach. Studiował na wydziale prawa na Uniwersytecie Jana Kazimierza we Lwowie. Przed wstąpieniem do OUN był organizatorem kursów nacjonalistycznych w klubach Proswity.
W 1934 aresztowany i skierowany jako jeden z pierwszych osadzonych do utworzonego po zabójstwie Bronisława Pierackiego obozu w Berezie Kartuskiej. Po uwolnieniu kontynuował działalność jako zastępca krajowego przewodniczącego OUN i członek Egzekutywy Krajowej OUN. W 1939 przez sąd w Równem skazany na 13 lat więzienia, kary nie odbył ze względu na wybuch II wojny światowej. Po zakończeniu kampanii wrześniowej przeszedł na teren okupacji niemieckiej do Krakowa.
Po ogłoszeniu proklamacji niepodległości Ukrainy 30 czerwca 1941, był odpowiedzialny za resort propagandy w rządzie Jarosława Stećki. 4 grudnia 1942 został aresztowany we Lwowie przez Gestapo, 13 września 1943 został wyprowadzony z więzienia przy Łąckiego przez podziemie OUN-B, dzięki grypsowi przesłanemu przez współwięźnia Lecha Sadowskiego i dostarczonemu prawdopodobnie przez Sadowskiego fałszywemu blankietowi doprowadzenia na przesłuchanie. Starucha i Dmytro Hrycaja wykradło na podstawie tego blankietu sześciu Ukraińców z Sonderdienst, którzy następnie zdezerterowali. Od jesieni 1943 do lata 1944 kierował Radiostacją UPA „Samostijna Ukraina”.
Członek Ukraińskiej Głównej Rady Wyzwoleńczej i Głównego Sztabu Wojskowego UPA. Po wojnie był przewodniczącym Organizacji Ukraińskich Nacjonalistów w tzw. Zakerzoniu.
Okrążony przez żołnierzy KBW po kilkugodzinnej walce popełnił samobójstwo w schronie w Lasach Monasterskich w okolicach Lubaczowa (prawdopodobnie przez otrucie), zginęła również jego ochrona.
W 1946 Staruch pod ps. „Jarlan” wydał w języku polskim broszurę pt. Upiór faszyzmu, tekst dostępny w Litopysie UPA, t. VIII, w 1946 sporządził również informację o wydarzeniach we wsi Zawadka Morochowska pt. Krwawym szlakiem stalinowskiej demokracji, a w styczniu 1947 wydał broszurę pt. Wybory na radzieckiej Ukrainie oraz Nowa katastrofa głodu na Ukrainie.